# نادي وفاق سور الغزلان
نادي وفاق سور الغزلان، هو نادٍ رياضي جزائري لكرة القدم. اشتهرت بفريق وفاق سور الغزلان معتمدا اللون الأزرق والأبيض فريق وفاق سور الغزلان هو الفريق الأول لبلدية سور الغزلان، جنوب مقر ولاية البويرة بـ40 كلم، وهو فريق عريق تأسس سنة 1912 ويعتبر أحسن انجازات النادي صعودة للقسم الأول آواخر التسعينات، بلوغه الدور الثمن نهائي من منافسة كاس الجزائر موسم 2009-2010.
ويعتبرالفريق من الفرق الصاعدة إلى القسم الثاني الهواة لسنة 2021، ويطمح أنصاره إلى سابق عهده.

## وصلات خارجية
- الرابطة الجزائرية المحترفة الأولى، والثانية، لكرة القدم